# Beauveria bassiana
Beauveria bassiana je houba, která roste přirozeně v půdě po celém světě. Parazituje na různých druzích členovců a způsobuje jim plísňová onemocnění. Tím patří mezi entomopatogenní houby. Proto je používána jako biologický insekticid pro kontrolu množství škůdců, jako jsou termiti, kůrovci, třásněnky, molice, mšice a jiný hmyz. Její použití pro likvidaci moskytů přenášejících malárii je ve fázi výzkumu.
Tato houba je pojmenována podle italského entomologa Agostina Bassiho, který ji v roce 1835 odhalil jako příčinu plísňových onemocnění bource morušového.
V umělé kultuře roste Beauveria bassiana jako bílá plíseň. Produkuje mnoho suchých, sypkých konidií, seskupených do výrazných bílých kulovitých spor. Každá spora se skládá ze shluku konidiogenních buněk. Tyto buňky jsou krátké a vejčité a končí v úzkém apikálním prodloužení, tzv. rachis.
Hmyzu tato houba způsobuje bílé plísňové onemocnění. Pokud přijdou mikroskopické spóry plísní do styku s tělem hostitele, proniknou do pokožky a rostou uvnitř těla hmyzu. V důsledku toho zabijí hmyz během několika dnů. Poté jako bílá plíseň prorostou na povrch mrtvoly a produkují nové spory. B. bassiana napadá široké spektrum hmyzu.
Beauveria bassiana může být použita jako biologický insekticid pro kontrolu množství škůdců, jako jsou termiti, molice, kůrovci a mnoho dalších druhů hmyzu. Houba zřídka infikuje lidi nebo jiná zvířata, proto je obecně považována za bezpečnou jako insekticid. Nicméně, přinejmenším několik případů nákazy člověka B. bassiana bylo hlášeno u osob s potlačeným imunitním systémem. Dále, jako i u jiných spor jiných hub, mohou spory této houby zhoršit potíže s dýcháním.
V poslední době[kdy?] je Beauveria bassiana zvažována[kým?] jako prostředek pro likvidaci přemnoženého kůrovce na Šumavě.